# Kapetanija (Crna Gora)
 Kapetanija je osnovna teritorijalna, upravna i administrativna jedinica u Crnoj Gori od 1837. godine pa do konca postojanja Kraljevine Crne Gore. 
Na čelu im je bio kapetan koji je predstavljao najvišu lokalnu vlast. Kapetanije su bile sastavljene od seoskih općina a teritorij im se uglavnom poklapao s bratstveničkim i plemenskim međama.
Kapetan je direktno bio podređen do 1879. Crnogorskom Senatu a nakon toga nekoj od oblasnih uprava Ministarstva unutarnjih poslova crnogorske Vlade (Ministarski savjet).
Za doba vladara i mitropolita Petra II. Petrović Njegoša bilo je ukupno 29 kapetanija, no teritorijalnim širenjem crnogorske države njihov se broj uvećavao. 
Do 1912. je bilo ukupno 56 kapetanija a nakon balkanskih ratova njihov broj je uvećan za još sedam te je ukupno bilo 63 crnogorske kapetanije.